# نراد قفقازی
نراد قفقازی (نام علمی: Abies nordmanniana) نام یک گونه از سرده نراد است.